# Magnus Pehrsson
Karl Magnus Pehrsson (Lidingö, 25 mei 1976) is een gewezen Zweeds voetballer, die na zijn actieve loopbaan het trainersvak instapte.

## Spelerscarrière
Pehrsson begon met voetballen bij IFK Lidingö. Tijdens zijn carrière kwam hij verder voor onder meer Djurgårdens IF en IFK Göteborg uit. In Engeland speelde hij voor Bradford City. Pehrsson stopte in 2003 als gevolg van blessures.

## Trainerscarrière
Na het beëindigen van zijn actieve carrière stapte Pehrsson het trainersvak in. Hij begon als assistent-trainer bij Åtvidabergs FF. Vervolgens stond hij bij IK Sirius FK en GAIS onder contract.

### Aalborg BK (2009-2010)
In januari 2009 verruilde Pehrsson de Zweedse competitie voor de Deense. Hij ging in de slag in de Superligaen bij Aalborg BK. In zijn eerste seizoen eindigde de club op de zevende plaats en drong het door tot de bekerfinale. In de UEFA Cup zorgde Aalborg voor een stunt door Deportivo La Coruña uit te schakelen. Na een 3-0 thuiszege werd in La Coruña met 1-3 gewonnen. Aalborg verdiende door die zege een plek bij de laatste zestien in het toernooi. In de achtste finale trof het Manchester City. Na uit met 2-0 verloren te hebben, herstelde Aalborg zich in eigen huis. Het won met 2-0. In de strafschoppenserie die volgde trok Manchester City aan het langste eind: 4-3.
In zijn tweede seizoen leidde Pehrsson Aalborg naar de vijfde plaats, maar strandde het in de achtste finale van het bekertoernooi. In de Europa League vloog Aalborg er in de tweede kwalificatieronde uit tegen FK Slavija uit Bosnië-Herzegovina.
In zijn derde seizoen als trainer van Aalborg had Pehrsson een slechte start. In de eerste elf wedstrijden werden slechts negen punten gepakt. Pehrsson werd daarop op 11 oktober 2010 ontslagen.

### Djurgårdens IF (2011–2013)
In mei 2011 pakte Pehrsson de draad weer op. Hij werd aangesteld als trainer van Djurgårdens IF. Daar was hij de opvolger van Lennart Wass die vanwege de teleurstellende resultaten aan het begin van het seizoen 2011 werd ontslagen. Onder het bewind van Pehrsson klom de club op van de 15de naar de 11de plek. Daarmee werd degradatie ontlopen. Een jaar later eindigde Djurgården als negende in de competitie. Vanwege dreigementen aan zijn adres besloot Pehrsson op 26 april 2013 de club te verlaten.

### Estland
Pehrsson werd op 5 december 2013 aangesteld als bondscoach van Estland, waar hij Tarmo Rüütli opvolgde. Pehrsson debuteerde op 5 maart 2014 met een 2-0 overwinning op Gibraltar. Na de 5-0 nederlaag in de WK-kwalificatiewedstrijd tegen Bosnië en Herzegovina op 6 september 2016 werd hij de laan uitgestuurd en vervangen door de Estische oud-international Martin Reim. Pehrsson had de ploeg in totaal 33 duels onder zijn hoede.

### Malmö FF
Pehrsson keerde opnieuw terug naar Zweden, waar hij aan de slag ging bij Malmö FF. In zijn eerste seizoen leidde hij de club naar het kampioenschap in de Allsvenskan. Het tweede seizoen verliep een stuk minder voorspoedig. Na negen wedstrijden stond Malmö op een teleurstellende tiende plek. Pehrsson werd daarop de laan uitgestuurd.

### Kalmar FF
Op 27 november 2018 werd Pehrsson aangesteld als trainer van Kalmar FF. Daar is hij de opvolger van Henrik Rydström, die in de laatste maanden van het seizoen 2018 de zieke Nanne Bergstrand verving. Pehrsson werkte echter een teleurstellend seizoen af met Kalmar. Op 31 oktober 2019, drie dagen voor de laatste speelronde in de Allsvenskan, diende hij daarom zijn ontslag in.

## Erelijst

### Als speler
Djurgårdens IF
- Division 1 Norra: 1994
- Superettan: 2000
- Allsvenskan: 2002

### Als trainer
Malmö FF
- Allsvenskan: 2017